# Harold J. Gordon Jr.
Pour les articles homonymes, voir Gordon.
Harold Jackson Gordon Jr. (né le 30 décembre 1919 et mort en juillet 1980) est un historien américain, spécialiste de l'histoire contemporaine de l'Allemagne, notamment de la période de la république de Weimar.

## Biographie
Harold Jackson Gordon Jr. étudie l'histoire à l'université de New Haven, située à West Haven au Connecticut. Il y obtient son doctorat à New Haven en 1953. Il est professeur d'histoire à l'Université du Massachusetts à Amherst à partir de 1962. Il écrit l'un des ouvrages de référence sur le putsch hitlérien de 1923. Horst Bieber (de) écrit dans l'hebdomadaire Die Zeit en 1972 que son récit du putsch hitlérien est « probablement inégalé en termes d'exactitude et de richesse des faits ».

## Publications
- Die Reichswehr und die Weimarer Republik. 1919–1926. Verlag für Wehrwesen Bernard & Graefe, Frankfurt am Main 1959[2].
- Hitlerputsch 1923. Machtkampf in Bayern 1923–1924. Bernard & Graefe, Frankfurt am Main 1971,  (ISBN 3-7637-5108-4).
- München, Böhmen und die bayerische Freikorpsbewegung. In: Zeitschrift für bayerische Landesgeschichte (de), Band 38, 1975, S. 749–759 (Digitalisat).